# Uvaria welwitschii
Uvaria welwitschii là loài thực vật có hoa thuộc họ Na. Loài này được (Hiern) Engl. & Diels miêu tả khoa học đầu tiên năm 1901.